# Oberleitungsbus Kabul
| \| \| \| Hotel Spinzar \| \| \| \| Silo \| \| \| \| Depot \| \| \| \| Kino Pamir \| \| \| \| Jade Mhiund \| \| \| \| Textilfabrik \|                         |  |               |               |
| U-Bahn-Kopfbahnhof Streckenanfang (Strecke außer Betrieb) |  | Hotel Spinzar | Hotel Spinzar |
| U-Bahn-Bahnhof (Strecke außer Betrieb) |  | Silo          | Silo          |
| U-Bahn-Betriebs-/Güterbahnhof Streckenanfang und quer (Strecke außer Betrieb) · U-Bahn-Abzweig geradeaus, nach rechts und von rechts (Strecke außer Betrieb) |  | Depot         | Depot         |
| U-Bahn-Bahnhof (Strecke außer Betrieb) |  | Kino Pamir    | Kino Pamir    |
| U-Bahn-Strecke (außer Betrieb) |  | Jade Mhiund   | Jade Mhiund   |
| U-Bahn-Kopfbahnhof Streckenende (Strecke außer Betrieb) |  | Textilfabrik  | Textilfabrik  |

Der Oberleitungsbus Kabul war der einzige Oberleitungsbus-Betrieb in Afghanistan.

## Geschichte
Die Anlage in der afghanischen Hauptstadt Kabul wurde am 9. Februar 1979 eröffnet und musste – je nach Quelle – 1992 oder 1993 infolge des Afghanischen Bürgerkriegs wieder eingestellt werden. Die einzige betriebene Strecke war 12,5 Kilometer lang und verband das Hotel Spinzar mit der Textilfabrik. Tatsächlich wurde sie von drei verschiedenen Linien bedient, die jeweils einen Teilabschnitt der Gesamtstrecke befuhren. Für jeden Abschnitt musste ein separater Fahrschein erworben werden, durchgehende Fahrscheine wurden nicht angeboten. Liniennummern wurden keine verwendet, es wurde nur das jeweilige Fahrziel angezeigt:
- Hotel Spinzar–Silo
- Silo–Kino Pamir
- Kino Pamir–Textilfabrik

Zur Eröffnung im Jahr 1979 ging zunächst nur der Mittelabschnitt Silo–Kino Pamir in Betrieb, in diesem Abschnitt befand sich auch das Depot. Die Anlage wurde in den Jahren 1976 bis 1979 mit Hilfe tschechoslowakischer Experten aufgebaut. Die Firma Škoda lieferte dazu 25 blau-weiß lackierte Solo-Obusse des Typs 9TrH23.
In späteren Jahren wurde die Strecke an beiden Enden verlängert. Damals entstanden – unter afghanischer Regie – die Abschnitte Silo–Hotel Spinzar und Kino Pamir–Textilfabrik. Der Wagenpark wurde um weitere 61 Wagen des gleichen Typs ergänzt. Insgesamt besaß der Betrieb in Kabul somit 86 Fahrzeuge, von denen zur Hauptverkehrszeit zwischen 55 und 60 Kurse gleichzeitig im Einsatz waren.
Am 7. November 2003 unterzeichneten der afghanische Vizetransportminister Said Ahmad Roheen und ein tschechisches Firmenkonsortium unter Führung des Brünner Unternehmens Královopolská Ria in Prag einen Vertrag über die Wiedererrichtung eines O-Busnetzes in Kabul. Insgesamt sollte bis Herbst 2011 ein 27 Kilometer langes Streckennetz wiederaufgebaut beziehungsweise neu errichtet werden und mit 50 zweiachsigen Gebrauchtwagen des älteren Typs Škoda 14Tr betrieben werden. Diese und ähnliche Pläne wurden bis 2022 nicht umgesetzt.